# Украина на зимних юношеских Олимпийских играх 2012
Украина на I юношеских Олимпийских играх будет представлена 23 спортсменами в 8 видах спорта.

## Медальный зачёт
| Медаль  | Спортсмен                          | Вид спорта       | Дисциплина    |
| ------- | ---------------------------------- | ---------------- | ------------- |
| Серебро | Александра Назарова Максим Никитин | Фигурное катание | Танцы на льду |

## Результаты соревнований

### Коньковые виды спорта

#### Фигурное катание
| Соревнование              | Спортсмены                            | Короткая программа/ короткий танец | Короткая программа/ короткий танец | Произвольная программа/ произвольный танец | Произвольная программа/ произвольный танец | Всего     | Всего |
| Соревнование              | Спортсмены                            | Результат                          | Место                              | Результат                                  | Место                                      | Результат | Место |
| ------------------------- | ------------------------------------- | ---------------------------------- | ---------------------------------- | ------------------------------------------ | ------------------------------------------ | --------- | ----- |
| Мужское одиночное катание | Ярослав Паниот                        | 36.04                              | 13                                 | 96.51                                      | 8                                          | 132.55    | 9     |
| Женское одиночное катание | Дарин Хусейн                          | 39.77                              | 10                                 | 69.54                                      | 11                                         | 109.31    | 9     |
| Парное катание            | Елизавета Усманцева / Владислав Лысой | 34.81                              | 5                                  | 60.54                                      | 5                                          | 95.35     | 5     |
| Танцы на льду             | Александра Назарова / Максим Никитин  | 57.44                              | 2                                  | 74.24                                      | 2                                          | 131.68    | 2     |